# I (journal)
i (tiré de son grand frère, The Independent) est un quotidien généraliste britannique de langue anglaise fondé en 2010. Le journal, destiné aux jeunes lecteurs et aux navetteurs, coûte 0,20 £ ( 0,30 £ le samedi) et a été lancé le 26 octobre 2010.

## Histoire
En octobre 2010, un communiqué de presse qui parait sur le site de The Independent, annonce le lancement de i. À la suite de cette annonce, une campagne de publicité pour promouvoir i est éditée. Le 26 octobre 2010, le premier numéro de i parait et remplace The Independent, avec une nouvelle maquette.
L'édition du samedi, contenant plus de page est publiée pour la première fois le 7 mai 2011.
i est nommé National Newspaper of the Year (journal national de l'année) en 2015
En novembre 2019, le Daily Mail annonce l'acquisition du journal i pour 50 millions de livres.

## Format
i est un tabloïd, qui contient environ 56 pages. Le vendredi parait la rubrique "Friday", qui augmente le nombre de pages à environ 65 pages. Le samedi, le journal contient environ 87 pages.
i n'édite pas de suppléments.

## Positionnement politique
i se positionne au centre de l’échiquier politique. Il publie souvent des articles en Une sur les questions sociales et les inégalités. Il conserve son équilibre politique en publiant des points de vue de droite comme de gauche.
Nick Clegg, vice premier ministre britannique (entre 2010 et 2015), dirigeant des libéraux-démocrates (parti politique anglais libéral et proeuropéen), chronique régulièrement dans i.
Dans une interview pour le i en décembre 2017, Jeremy Corbin, leadeur du parti travailliste, déclare qu'il est un lecteur régulier du i.